# Gewone oester
De gewone oester (Ostrea edulis) is een in zee levend tweekleppig weekdier. Zij is ook bekend onder de naam platte oester. De soortaanduiding edulis is Latijn voor "eetbaar". Het dier wordt al heel lang als een lekkernij beschouwd.

## Beschrijving

### Schelpkenmerken
De schelp is zeer dikschalig en variabel van vorm. Meestal min of meer rond, maar soms ook meer hoefijzervormig. De onderste schelp is een hol bakje en de bovenste is plat. Beide kleppen hebben een zeer schilferige sculptuur. Op de bolle klep zijn vaak onregelmatige golvende radiale ribben aanwezig. Aan de binnenkant van de schelp is één duidelijk kommavormig spierindruksel te zien.
Rechter en linker klep van hetzelfde exemplaar:

Rechter klep
Linker klep

Fossiel (Plioceen)

Rechter klep
Linker klep

### Afmetingen van de schelp
- lengte: tot 220 mm. Meestal kleiner.
- hoogte: tot 220 mm. Meestal kleiner.

De Zeeuwse consumptieoesters worden geoogst bij circa 100 mm.
De grootte van de platte oesters voor consumptie wordt uitgedrukt in kalibers, gaande van de kleinste (kaliber 5) tot de grootste (kaliber 0).

### Kleur
De kleur is variabel. Dat kan geelwit, grijs of bruinpaars zijn, met onregelmatige vlekken. De binnenkant is glanzend wit. Strandmateriaal is vaak licht tot blauwgrijs of wit verkleurd.

### Habitat en levenswijze
De oester leeft vastgegroeid aan een hard substraat in helder, rustig zout water en komt vooral voor vanaf het lagere littoraal tot ongeveer 60 meter waterdiepte. De soort handhaaft zich echter ook op grotere diepten tot enkele honderden meters waterdiepte. De vastgegroeide immobiele levenswijze maakt dat de oester tot de epifauna behoort. Als hard substraat kunnen ook andere, reeds gevestigde oesters dienstdoen. Hierdoor kunnen uiteindelijk grote hoeveelheden oesters dicht bij elkaar leven, ook als er weinig ander vast substraat is. Dergelijke concentraties hebben rifbouwende eigenschappen en worden oesterbanken genoemd. In een omgeving met uit los sediment bestaande zeebodem bieden oesterbanken veel organismen die vast substraat nodig hebben toch een plek om zich te handhaven. Oesterbanken kennen vaak een hoge biodiversiteit die qua samenstelling bovendien afwijkt van de onmiddellijke omgeving. Door de betrekkelijk dikke schelp van de oester vormen zij ook een geschikt substraat voor borende organismen. Tot de levensgemeenschap van oesterbanken behoren andere vastzittende weekdieren, zoals het paardenzadel (Anomia ephippium) en de schilferige dekschelp (Heteranomia squamula), zeepokken zoals de ritspok (Verruca stroemia), boorsponzen (Cliona celata), borende borstelwormen zoals de slikkokerworm (Polydora ciliata), een aantal tweekleppigen zoals de rotsboorder en de steenboorder en dieren die gebruikmaken van holtes en gaten gemaakt door borende organismen, zoals het holteschelpje (Kellia suborbicularis).

### Leefgebied
Het leefgebied van de oester bestaat uit de randzeeën van de Atlantische Oceaan van Noorwegen tot Noord-Afrika. Ook in de Middellandse Zee komen oesters voor.

### Voorkomen in Nederland en België
Natuurlijke populaties van de oester zijn door overbevissing vrijwel verdwenen uit de Noordzee. De Japanse oester is wel ruim aan te treffen in het Nederlandse deel van de Waddenzee.

Losse, meestal blauwgrijs verkleurde kleppen zijn vooral na storm te vinden in de vloedlijn. Dit zijn bijna zeker voor het grootste deel fossiele exemplaren uit het Holoceen en het Eemien. In Zeeland zijn losse kleppen algemener dan elders aan de kusten van Nederland. In België is een levend exemplaar van de platte oester weer gevonden.

### Fossiel voorkomen
In het Noordzeegebied is de Oester bekend uit het Plioceen en alle interglacialen in het Kwartair waaruit mariene afzettingen bekend zijn. Oesters zijn vooral veel gevonden in mariene afzettingen uit het Eemien. Omdat dit interglaciaal volgt op de Saalien ijstijd, tijdens welke het landijs Midden en Noord-Nederland bedekte, zijn lokaal op de toenmalige zeebodem veel zwerfstenen aanwezig geweest die in de grondmorenen van de gletsjers meegevoerd waren. Deze keien zijn op veel plaatsen aan de basis van de mariene afzettingen uit het Eemien aanwezig. Zij vormden een zeer geschikt substraat voor de vestiging van Oesters en op plaatsen waar deze stenenlagen worden aangetroffen bevinden zich vaak zeer grote aantallen Oesters in de direct erboven liggende lagen. Deze Oesters zijn de getuigen van uitgestrekte oesterbanken in de toenmalige zee.

## Verhouding tot de mens

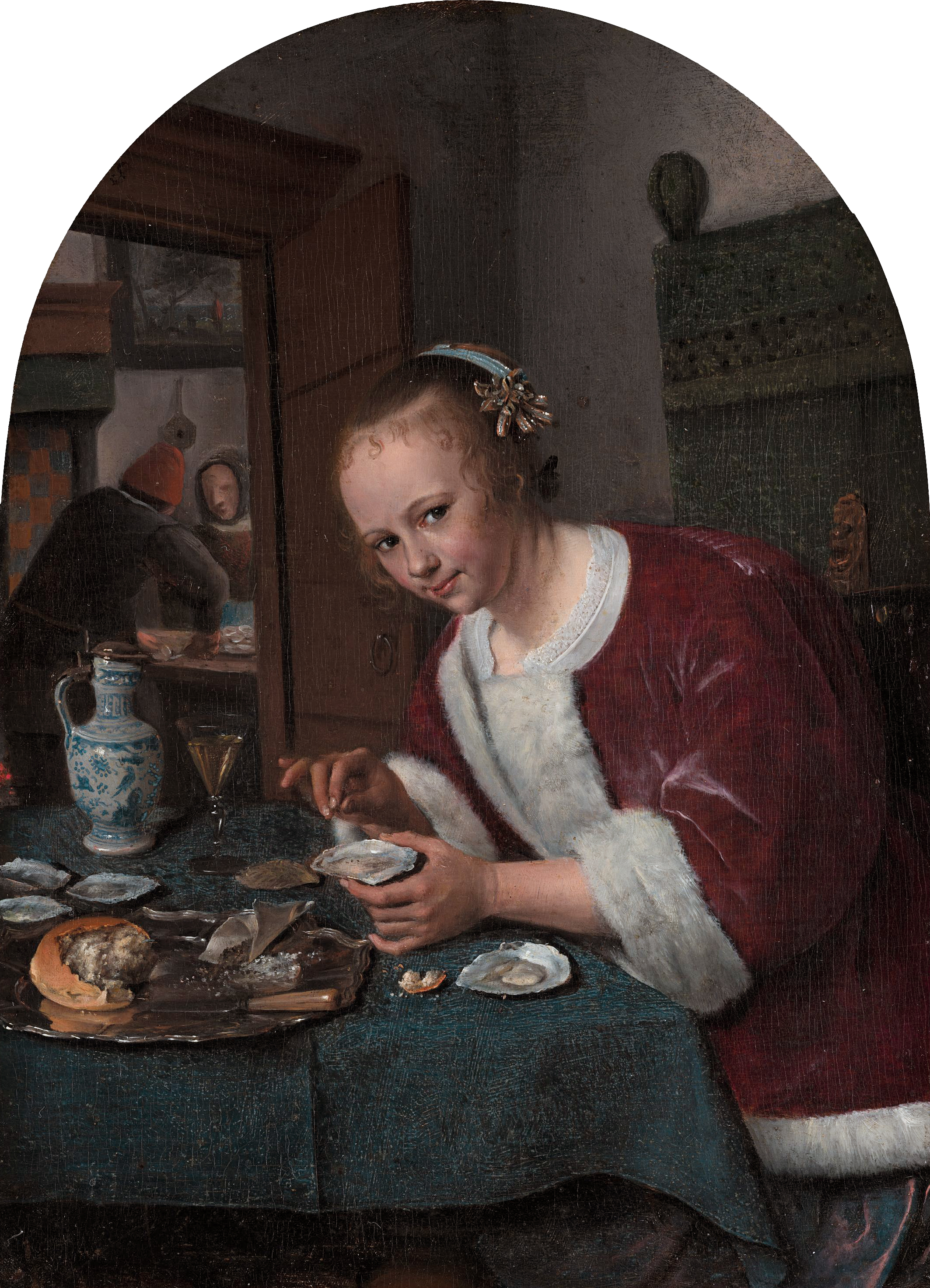
Het oestereetstertje van Jan Steen

### Voedsel
Oesters worden al heel lang door mensen als voedsel gebruikt. Uit Denemarken is de neolithische Ertebøllecultuur bekend die vooral opvalt door de grote bergen 'afval' van geconsumeerde schelpdieren. De oester is een belangrijk onderdeel van het afval. De Romeinen hebben in Nederland en België ook veel oester geoogst. Het was een belangrijk exportproduct.
Tegenwoordig wordt in Nederland de oester vooral in het Oosterscheldegebied gecultiveerd. Het belangrijkste centrum in de Nederlandse oestercultuur is Yerseke. Hier worden oesters in speciaal daarvoor gebouwde 'oesterputten' gekweekt.

### Ziektes
Oesters kunnen door diverse ziektes worden getroffen, waardoor de opbrengst van oesteroogsten verkleind kan worden, en zelfs hele oesterpopulaties kunnen uitsterven. De controle van dergelijke ziektes concentreert zich op het voorkomen van infecties en het kweken van resistente oestervarianten. Op dit gebied vindt veel onderzoek plaats. Voorbeelden van ziektes zijn Dermo (Perkinsus marinus) en MSX (Multinucleated Sphere X). Een voorbeeld van een ziekte die op de mens kan worden overgedragen bij het nuttigen van oesters, is cholera.

### Overig
- Oesters worden een rol als afrodisiacum (lustverhogend middel) toegedicht, echter is hiervoor geen overtuigend bewijs gevonden.[3]
- Evenals bij vele andere tweekleppige weekdieren komen bij oesters parels voor. Commercieel zijn deze echter niet interessant.